# Brian George

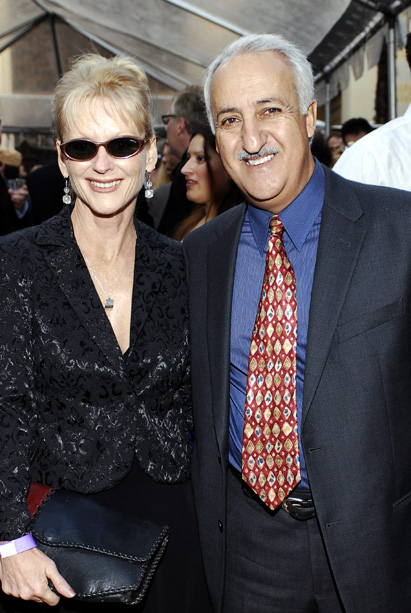
George, 2007

Brian George (n. 1952) é um escritor, diretor, produtor e ator. É conhecido pelos seus trabalho como Richard Bashir como o pai do Dr. Julian Bashir no episódio 114 (episódio 16 5°temporada -1997) Doutor Bashir, eu presumo da série Star Trek Deep Space Nine,
Dr. Koothrappali, ginecologista e pai de Raj da série Big Bang Theory e também é conhecido por interpretar o pai do Jafar, o velho sultão e também o prisioneiro, da série Once Upon a Time in Wonderland.
Participou em Seinfeld como Babu Bhatt, abrindo um restaurante paquistanês na frente do prédio de Jerry.
Participou da série Greys Anatomy, episódio 14 temporada 06 como lavador de pratos do restaurante.